# Kínai birkózás
A kínai birkózás (kínaiul: 摔跤 shuāi jiāo, magyaros: suaj csiao) a birkózás mongol eredetű kínai válfaja.

## Története
A kínai birkózás története mintegy 4000 évre nyúlik vissza, először a legendás Huang-ti (Hunagdi), a Sárga Császár egyik csatájának története kapcsán említik, mint harcformát. 
Az idők folyamán a kínai birkózás átalakult, fejlődött, szabályai, technikái változtak és korszaktól, uralkodótól függően más-más neveken említették. Annyi bizonyos, hogy katonai harcmodorként, kiképző technikaként alkalmazták már az időszámításunk előtt uralkodó császárok hadseregében is. A Csin-dinasztia (Qin-dinasztia) (i.e. 221–206) idejében már sportként is számon tartották. A császár személyi testőrségébe csak azok a katonák kerülhettek, akik kiválóan értettek a birkózáshoz.
A suaj csiao (shuai jiao)t ma is tanítják a katonai és rendőrakadémiákon Kínában és Tajvanon. Korábban a küzdőfelek félmeztelenül harcoltak, a modern kínai birkózásban azonban ruhában küzdenek az ellenfelek. Ez azonban nem könnyíti meg a dobásokat, mivel a birkózók nem egymás ruhájába kapaszkodnak, hanem izmot és csontot markolnak egy-egy dobás kivitelezésekor. A mérkőzéseken általában sportcipőt is viselnek, bár a kezdők számára a mezítlábas küzdelem is megengedett.
A suaj csiao (shuai jiao) nem egységes sport, több változata is létezik (például pekingi stílus, tiencsini (tianjini) stílus, mongol stílus); a modern suaj csiao (shuai jiao)nak azonban megvannak az univerzálisan kialakított szabályai, felügyelő szervezete és pontozása a mérkőzéseken. A suaj csiao (shuai jiao) elnevezést a kínai kormány 1928-ban véglegesítette.
A suaj csiao (shuai jiao)t a szansou (sanshou)-edzéseken is oktatják.